# Weekly Shonen Jump Alpha
Weekly Shonen Jump Alpha, llamada oficialmente Weekly SHONEN JUMP αlpha o Weekly SHONEN JUMP Alpha, es una revista digital de manga shōnen publicada en Estados Unidos por VIZ Media, y la sucesora de la revista impresa Shonen Jump. Se comenzó la serialización el 30 de enero de 2012, con dos volúmenes de introducción gratis, los Números "0" y "1". Basado en la popular publicación japonesa de Shūeisha, la Weekly Shonen Jump, Weekly Shonen Jump Alpha es un intento de ofrecer a los lectores en inglés a su manga favorito de manera fácil, accesible y asequible, además de contar con licencia oficial de las últimas entregas de la popular Shonen Jump poco después de su lanzamiento en Japón (dos semanas de atraso únicamente), como una alternativa de los servicios populares de scanlation de contrabando. La publicación es liberada los días lunes de cada semana.

## Historia
En octubre de 2011, VIZ Media confirmó que la Weekly Shonen Jump Alpha, una versión digital de la revista Shonen Jump, sería liberada el 30 de enero de 2012. Viz también confirmó que el último número impreso de su revista Shonen Jump sería el número de abril de 2012 (con fecha de publicación marzo del 2012) después del lanzamiento de la Weekly Shonen Jump Alpha.
El 11 de enero de 2012, dos ediciones gratuitas fueron publicadas, disponibles hasta el 29 de febrero del mismo año. El primer número, el número de inicio, incluía el primer capítulo de cada uno de los seis mangas serializados, mientras que el número 0 incluía capítulos recientemente liberados en Japón para ayudara los lectores a ponerse al corriente en la(s) historia(s). Debido a que VIZ ha anunciado que la versión impresa ha llegado a si fin, ha habido muchas protestas en las redes sociales, tales como Facebook, Twitter, Tumblr, YouTube, etc.

## Novedades
Cada número de la Weekly Shonen Jump Alpha tiene aproximadamente 120 páginas y está disponible para leer en línea via vizmanga.com o a través de la aplicación oficial de Viz media para leer manga. Los lectores pueden optar por comprar una suscripción anual o comprar acceso temporal a números individuales.
Los números contienen novedades adicionales, como entrevistas exclusivas con los dibujantes del manga publicado y especiales de manga, incluidos mangas con final autoconclusivo (One-Shot) y mezclas de dos o más historias (crossovers). Del mismo modo, el sitio web oficial ofrece artículos, fondos de pantalla, avances de los capítulos, y características especiales.

## Series
| Serie                                                                | Autor                        | Género                                            | Primera publicación                    | Última publicación                      |
| -------------------------------------------------------------------- | ---------------------------- | ------------------------------------------------- | -------------------------------------- | --------------------------------------- |
| Bakuman (バクマン。?) (Shūkan Shōnen Jump)                           | Tsugumi Ōba, Takeshi Obata   | Comedia dramática, Recuentos de la vida, Romance  | 30 de enero de 2012 (capítulo #162)    | 7 de mayo de 2012 (capítulo #176)       |
| Bleach (ブリーチ?) (Shūkan Shōnen Jump)                              | Tite Kubo                    | Acción, Aventura, Comedia dramática, Sobrenatural | 30 de enero de 2012 (capítulo #487)    | 22 de agosto de 2016 (capítulo #686)    |
| Boku no Hero Academia (僕のヒーローアカデミア?) (Shūkan Shōnen Jump) | Kōhei Horikoshi              | Acción, Aventura, Comedia, Superhéroe             | 9 de febrero de 2015 (capítulo #29)    | En curso                                |
| Cross Manage (クロス・マネジ?) (Shūkan Shōnen Jump)                  | Kaito                        | Comedia, Deportes (Lacrosse), Romance             | 1 de octubre de 2012 (capítulo #1)     | 22 de julio de 2013 (capítulo #42)      |
| Gakkyū Hōtei (学糾法廷?) (Shūkan Shōnen Jump)                        | Nobuaki Enoki, Takeshi Obata | Comedia, Drama, Misterio                          | 1 de diciembre de 2014 (capítulo #1)   | En curso                                |
| Ginga Patrol Jaco (銀河パトロール ジャコ?) (Shūkan Shōnen Jump)      | Akira Toriyama               | Acción, Comedia, Ciencia ficción                  | 15 de julio de 2013 (capítulo #1)      | 30 de septiembre de 2013 (capítulo #11) |
| Hi-Fi Cluster (ハイファイクラスタ?) (Shūkan Shōnen Jump)             | Ippei Gotō                   | Acción, Ciencia ficción, Crimen                   | 15 de septiembre de 2014 (capítulo #1) | 26 de enero de 2015 (capítulo #18)      |
| Hunter × Hunter (HUNTER×HUNTER?) (Shūkan Shōnen Jump)                | Yoshihiro Togashi            | Acción, Aventura, Comedia dramática, Fantasía     | 2 de junio de 2014 (capítulo #341)     | En curso                                |
| Naruto (NARUTO -ナルト-?) (Shūkan Shōnen Jump)                       | Masashi Kishimoto            | Acción, Aventura, Comedia dramática, Fantasía     | 30 de enero de 2012 (capítulo #569)    | 10 de noviembre de 2014 (capítulo #700) |
| Nisekoi (ニセコイ?) (Shūkan Shōnen Jump)                             | Naoshi Komi                  | Comedia romántica, Harem                          | 26 de noviembre de 2012 (capítulo #49) | En curso                                |
| Nurarihyon no mago (ぬらりひょんの孫?) (Shūkan Shōnen Jump)          | Hiroshi Shiibashi            | Acción, Aventura, Fantasía, Sobrenatural          | 30 de enero de 2012 (capítulo #185)    | 14 de enero de 2013 (capítulo #210)     |
| One Piece (ワンピース?) (Shūkan Shōnen Jump)                         | Eiichirō Oda                 | Acción, Aventura, Comedia dramática, Fantasía     | 30 de enero de 2012 (capítulo #652)    | En curso                                |
| Sensei no Bulge (戦星のバルジ?) (Shūkan Shōnen Jump)                 | Kōhei Horikoshi              | Acción, Aventura, Ciencia ficción                 | 4 de junio de 2012 (capítulo #1)       | 24 de septiembre de 2012 (capítulo #16) |
| Shokugeki no Sōma (食戟のソーマ?) (Shūkan Shōnen Jump)               | Yūto Tsukuda, Shun Saeki     | Comedia, Cocina, Ecchi                            | 3 de noviembre de 2014 (capítulo #93)  | En curso                                |
| Stealth Symphony (ステルス交境曲?) (Shūkan Shōnen Jump)              | Ryōgo Narita, Yōichi Amano   | Acción, Fantasía                                  | 24 de febrero de 2014 (capítulo #1)    | 14 de julio de 2014 (capítulo #20)      |
| Takama-ga-hara (タカマガハラ?) (Shūkan Shōnen Jump)                  | Jūzō Kawai                   | Acción, Comedia, Sobrenatural                     | 23 de julio de 2012 (capítulo #1)      | 19 de noviembre de 2012 (capítulo #17)  |
| Toriko (トリコ?) (Shūkan Shōnen Jump)                                | Mitsutoshi Shimabukuro       | Acción, Aventura, Comedia, Fantasía               | 30 de enero de 2012 (capítulo #171)    | En curso                                |
| World Trigger (ワールドトリガー?) (Shūkan Shōnen Jump)               | Daisuke Ashihara             | Acción, Ciencia ficción, Comedia                  | 11 de febrero de 2013 (capítulo #1)    | En curso                                |